# Johannes Rütiner
Johannes Rütiner (* 11. November 1501 in St. Gallen; † 1556 ebenda) war ein Schweizer Kaufmann, Politiker, Chronist und Kopist.

## Leben und Werk
Johannes Rütiner war der Sohn des Webers und Leinwandkaufmanns Hans Rütiner und dessen Frau Adelheid. Von 1520 bis 1524 studierte er an der Universität Basel humanistische Allgemeinbildung und war anschließend als Weber und Leinwandkaufmann tätig. Ende 1527 heiratete Rütiner Engla, geborene Keiser. Zusammen hatten sie sechs Kinder. Als einziges Kind überlebte ihn seine damals 13-jährige Tochter Anna.
Parallel zum beruflichen Aufstieg verlief seine politische Karriere. Ab 1534 wurde er «Elfer», das heißt einer von elf Abgeordneten der Weberzunft und somit Mitglied des St. Galler Grossen Rates. Ab 1549 gehörte er dem Kleinen Rat an und war auch als Eherichter tätig.
Rütiner verfasste unter dem Titel «Diarium» als Zeichen seiner Zugehörigkeit zur humanistisch gebildeten Elite der Stadt St. Gallen von 1529 bis 1539 in lateinischer Sprache chronikalische Denkwürdigkeiten über das St. Galler Alltagsleben. Deren Umfang nahm 591 vollbeschriftete Blätter mit über 1400 Eintragungen an. Er kopierte auch die Schriften von seinem Freund Johannes Kessler, von Joachim Vadian und Johannes Stumpf. Rütiner war im Besitz einer umfassenden Bibliothek und katalogisierte St. Galler Privatbibliotheken.